# Waiver (NFL)
Waiver ist eine Bezeichnung für eine Liste in der nordamerikanischen American-Football-Liga National Football League (NFL), auf die Spieler mit weniger als vier Jahren Erfahrung gesetzt werden, von denen sich ein Team trennen möchte. Spieler auf dem Waiver können von allen anderen Teams beansprucht werden (engl. „to claim“). Wird ein Spieler von mehr als einem Team beansprucht, erhält das höchstgelistete Team den Zuspruch, darf also als einziges Team Vertragsverhandlungen führen. Bis zum dritten Spieltag orientiert sich die Reihenfolge an der des vorangegangenen NFL Drafts, danach an der Siegquote. Dabei wird das Team mit der schlechtesten Siegquote am höchsten gelistet, das Team mit der besten am niedrigsten. Wird ein Spieler nicht innerhalb von 24 Stunden beansprucht, so wird er ein Free Agent. Spieler mit mehr als vier Jahren Erfahrung werden nicht zu Waivern, sondern direkt Free Agents. Eine Saison wird dabei angerechnet, wenn ein Spieler während mindestens sechs Spielen im 53-Mann-Kader war. Dies ändert sich nach dem Verstreichen der Trade Deadline. Danach werden alle entlassenen Spieler, unabhängig von ihrer Erfahrung, zu Waivern.
Eine Sonderform der Waiverliste ist die Waived-injured-Liste. Verletzt sich ein Spieler, der die Kriterien für Waiverkandidaten erfüllt, und soll auf der Injured Reserve List platziert werden, so muss er zuvor ebenfalls das Waiver-Prozedere durchlaufen. Dies soll verhindern, dass ein Team junge Spieler auf der Injured Reserve List sammelt. Alternativ zur Platzierung auf der Injured Reserve List kann auch innerhalb von 5 Tagen ein finanzieller Schadensausgleich der Verletzung (injury settlement) verhandelt werden, wonach der Spieler bei Annahme zum Free Agent wird.
Das Waiver-System wird häufig auch im Fantasy Football genutzt.